# Donat Tarantowicz

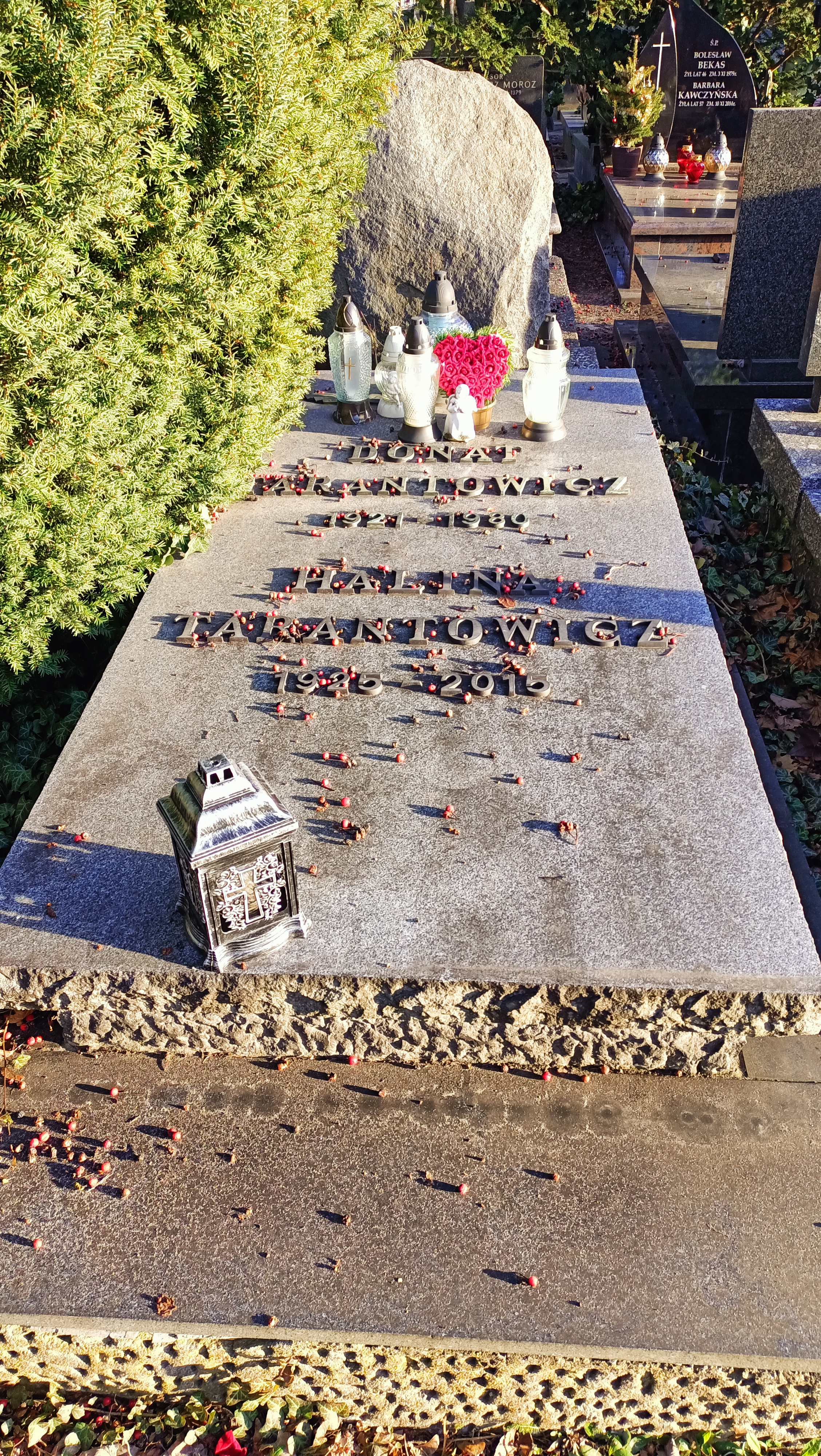
Grób Donata Tarantowicza na cmentarzu Wojskowym na Powązkach

Donat Stanisław Tarantanowicz (ur. 17 marca 1921 w Lublinie, zm. 12 października 1980) – polski działacz partyjny i państwowy, kolejarz, podsekretarz stanu w Ministerstwie Komunikacji (1956–1973).

## Życiorys
Syn Edwarda i Natalii, z zawodu statystyk-planista komunikacji. W 1937 ukończył Gimnazjum im. A. i J. Vetterów w Lublinie, następnie studiował w Szkole Głównej Gospodarstwa Wiejskiego (rok akademicki 1937/8) i chemię na Politechnice Lwowskiej (rok akademicki 1938/9). Po wybuchu wojny został magazynierem w składzie lnu i konopi w Lublinie, a od 1941 do 1944 był robotnikiem magazynowym i kancelistą w Ekspedycji Towarowej. Od 1944 do 1948 referent w biurze personalnym Dyrekcji Okręgowej Kolei Państwowych w Lublinie. W międzyczasie w 1945 wstąpił do Polskiej Partii Socjalistycznej, w 1948 włączonej do Polskiej Zjednoczonej Partii Robotniczej. Następnie delegowany do Ministerstwa Komunikacji, gdzie był referentem w Biurze Planowania, p.o. naczelnika Wydziału Statystyki i Sprawozdawczości (1949–1951), wicedyrektorem (1951–1952) i dyrektorem (1952) Departamentu Planowania oraz dyrektorem generalnym (1952–1956). Od marca 1957 do lipca 1973 sprawował funkcję podsekretarza stanu w tym resorcie, następnie skierowany na emeryturę.
Został pochowany na Cmentarzu Wojskowym na Powązkach.

## Odznaczenia
Otrzymał m.in. następujące odznaczenia:
- Order Sztandaru Pracy I klasy (1969)[5]
- Order Sztandaru Pracy II klasy
- Krzyż Komandorski Orderu Odrodzenia Polski
- Krzyż Oficerski Orderu Odrodzenia Polski(1954)[6]
- Srebrny Krzyż Zasługi (1952)[7]
- Medal 10-lecia Polski Ludowej (1954)[8].
- Odznaka tytułu honorowego „Zasłużony Kolejarz Polskiej Rzeczypospolitej Ludowej”
- Tytuł "Zasłużony Kolejarz ZSRR" (ZSRR, 1968)[9]